# Ázsiai muflon
Az ázsiai muflon (Ovis gmelini gmelini) az emlősök (Mammalia) osztályának párosujjú patások (Artiodactyla) rendjébe, ezen belül a tülkösszarvúak (Bovidae) családjába és a kecskeformák (Caprinae) alcsaládjába tartozó muflon (Ovis gmelini) egyik alfaja.
Egyéb magyar nevei: vörös juh vagy örmény muflon.
Az állat idegen nyelveken:հայկական մուֆլոն, haykakan muflon; újperzsa nyelven:گوسفند وحشی ارمنی, Qutch-e armani

## Leírása
Az ázsiai muflont első ízben Edward Blyth írta le 1840-ben, aki úgy vélte, hogy azonos az "Orientalische Schaaf" néven ismert fajjal, aminek leírását Samuel Gottlieb Gmelin végezte 1774-ben.

## Előfordulása és populációja
Előfordulásai területe Irán, Örményország és Nahicseván (Azerbajdzsán).
Az ázsiai muflon első fellelési helye Irán északnyugati területe volt. Néhány példányt 1895-ben és 1906-ban Azerbajdzsán egyik kormányzójának rendeletére átvittek a Kabudan szigetre (Kaboodan), ami az Urmia-tóban található. Egy 1970-es években végzett tanulmány szerint a szigeten lévő példányok darabszáma az 1970-es 3500-ról 1000-re csökkent 1973-ra. 2004-ben 1658 örmény muflon példányt számoltak össze az Angouran vadrezervátum területén, Irán Zandzsán tartományában.
A vörös juh Örményország, Törökország és Azerbajdzsán területén is megtalálható. Egy 2009-es tanulmány szerint Örményországban „alig 200 példány” található belőle.
Becslések szerint mintegy 250-300 ázsiai muflon élhet a Nahicseván Autonóm Régió területén Azerbajdzsánban.

## Életmódja
Az iráni vörös juh főleg a közepes vagy nagy magasságokban elhelyezkedő nyílt, durva terepet kedveli. Sziklás helyeken él, alacsony- vagy magasföldeken, sztyeppéken. Megtalálható sziklás fél-sivatagokban is és fűvel borított emelkedőkön, vagy hegyi legelőkön.
A nyarat a lehető legnagyobb magasságokban tölti, még éppen az állandó hóhatár alatt. Télen lejjebb költözik, ilyenkor völgyekben is előfordul.
Kisebb-nagyobb csoportokban él. Nyáron az idősebb kosok egyedül élnek, vagy kisebb, önálló csoportot alkotnak. Az ázsiai muflon 18 évet is megél a természetben.

## Védettségi állapota
Az ázsiai muflon már a Szovjetunió által vezetett, veszélyeztetett állatfajokat felsoroló Vörös adat könyvében is szerepelt az első kategóriában. Örményországban 1936 óta tilos a vadászata. Az országban a fogságban szaporított példányokkal visszatelepítési programot kezdett az Állattani Intézet, hogy a Koszrov Vadrezervátumban élő példányok számát növeljék. 2011-ben az ázsiai muflon illegális vadászatáért Örményországban 3 millió örmény dram büntetést kell fizetni (ez durván 8000 USD-nek felelt meg).
Iránban engedélyezett a vadászata, de ehhez előzetes engedély szükséges, ami szeptembertől februárig, a védett területeken kívül érvényes.

## Képek

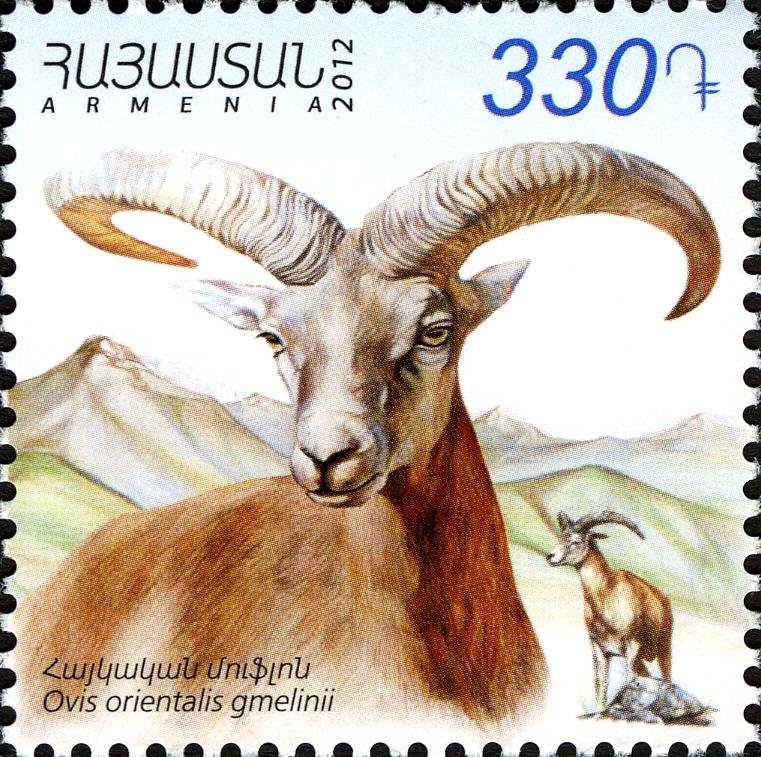
Ázsiai muflon egy örmény bélyegen (2012)
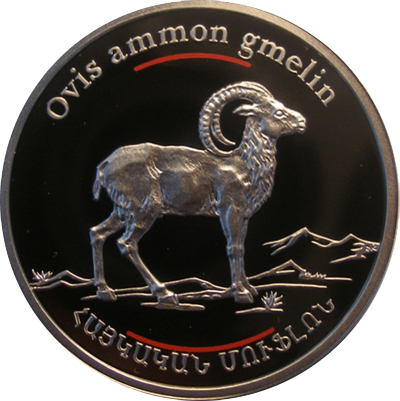
Az állat 100-as örmény dramon

## Fordítás
- Ez a szócikk részben vagy egészben  az   Armenian mouflon című angol Wikipédia-szócikk ezen változatának fordításán alapul.  Az eredeti cikk szerkesztőit annak laptörténete sorolja fel. Ez a jelzés csupán a megfogalmazás eredetét és a szerzői jogokat jelzi, nem szolgál a cikkben szereplő információk forrásmegjelöléseként.

## Szakirodalom
- (1987) „Случай обнаружения саркоцист у арменийских муфлонов (Ovis Orientalis Gmelini Blyth, 1841=Armeniana Nasonov) содержащихся в условиях неволи [Case of Sarcocysts Revelation in Armenian Moufflons (Ovis Orientalis Gmelini Blyth, 1841=Armeniana Nasonov), Kept under Conditions of Captivity]” (orosz nyelven). Biological Journal of Armenia, Yerevan 40 (9), 780-781. o, Kiadó: Armenian National Academy of Sciences. (Hozzáférés: 2016. április 24.)Biological Journal of Armenia (in Russian) (Yerevan: Armenian National Academy of Sciences) 40 (9): 780–781.
- (1991. február 1.) „Disruptive mating behavior by subadult Armenian wild sheep in Iran”. Applied Animal Behaviour Science 29 (1-4), 165–171. o. [2021. július 24-i dátummal az eredetiből archiválva]. DOI:10.1016/0168-1591(91)90244-R. (Hozzáférés: 2016. április 24.)Applied Animal Behaviour Science 29 (1-4): 165–171. doi:10.1016/0168-1591(91)90244-R.